# Lydia van Dam
Lydia van Dam (* 1970) ist eine niederländische Jazzsängerin.

## Wirken
Dam stammt aus einer Musikerfamilie: Ihr Vater war Organist in einer Kirche, ihre Schwester eine klassische Sängerin. Sie erhielt klassischen Musikunterricht (Blockflöte, Klavier) und sang im Chor. Durch Joni Mitchell und Al Jarreau kam sie zum Jazz. Dann absolvierte sie ihre Jazz-Ausbildung am Konservatorium von Hilversum, wo sie bei Jerry van Rooyen, Marjorie Barnes, Greetje Kauffeld, Deborah Brown und Gé Titulaer studierte. Bereits während ihres Studiums trat sie mit bekannten Orchestern auf, unter anderem der WDR Big Band, den Skymasters und dem Metropole Orkest; sie tourte zwei Jahre lang mit dem Glenn Miller Orchestra unter Leitung von Wil Salden durch Europa und Japan.
Ihr Debütalbum mit dem Titel Evidence wurde 1995 veröffentlicht. Im selben Jahr wurde das Hilversumer Konservatorium eingeladen, an einem Compilation-Album der International Association of Jazz Educators mitzuwirken, die beim Label BMG veröffentlicht wurde; als Beitrag für die CD Talking Notes wurde van Dams Titel Starjive ausgewählt.
Seit 1999 führte sie mit der Lydia van Dam Group verschiedene Programme auf, darunter Both Sides Now - Lydia van Dam sings Joni Mitchell, die auch als Album dokumentiert sind. Zudem war sie als Sängerin in den Musiktheaterproduktionen R.E.S.P.E.E.C.T. und Lennon en McCartney erfolgreich tätig. Mit Hans Mantel, Berend van den Berg, John Engels und Bart van Lier war sie auf Indientournee. Daneben trat sie mit dem G.U.B. Trio in Deutschland auf, das der Pianist Dieter Greifenberg mit dem Bassisten Paul G. Ulrich (später Konstantin Wienstroer) und Schlagzeuger Peter Baumgartner bildete. Im Jahr 2006 vertonte van Dam zusammen mit Jeroen Zijlstra und Rutger Molenkamp Texte von Karel Eykman; es entstand das Album Zijlstra Zingt Eykman: Zonder Liefde Ben Je Nergens.
2008 tourte sie mit Gerard van Maasakkers, Jeroen Zijlstra und der Band von Egon Kracht mit dem niederländischen Programm Troost. 2009 und 2010 arbeitete sie mit Bert Lochs und seiner Band. 2012 trat sie mit Zijlstra im Programm Samen in Zee auf. Daneben war sie im Vokal-Septett Elysium und mit der Bigband von Konrad Koselleck tätig. Bedingt durch eine Stimmbandoperation konzentrierte sie sich dann auf Improvisationsmusik. Sie ist auch auf dem Album Strike up the Band (2003) der Woodhouse Jazzband zu hören, mit der sie auch 2013 zum 60-Jahres-Jubiläum der Band auftrat.
Derzeit unterrichtet sie Jazzgesang an den Konservatorien von Amsterdam und Utrecht.